# Великі Варанди
Великі Варанди (рос. Большие Варанды) — село у Шатойському районі Чечні Російської Федерації.
Населення становить 470 осіб. Входить до складу муніципального утворення Больше-Варандинське сільське поселення.

## Історія
Згідно із законом від 20 лютого 2009 року органом місцевого самоврядування є Больше-Варандинське сільське поселення.

## Населення
| 1990 | 2002 | 2010 |
| ---- | ---- | ---- |
| 332  | ↗348 | ↗470 |